# La Glacerie

La Glacerie este o comună în departamentul Manche, Franța. În 1 ianuarie 2018 avea o populație de 6.070 de locuitori.